# Chouplyi Kamen
Chouplyi Kamen ou Šuplji Kamen (en macédonien Шупљи Камен) est un village du nord de la Macédoine du Nord, situé dans la municipalité de Koumanovo. Le village comptait 81 habitants en 2002.

## Démographie
Lors du recensement de 2002, le village comptait :
- Macédoniens : 80
- Serbes : 1